# Paillet
En paillet er en lille, tynd skive af metal eller metallfarvet plastic, beregnet til fastsyning på tekstiler, især festtøj. Pailletten reflekterer lys og får klædningsstykket til at skinne. Klæder med pailletter anvendes sædvanligvis til fest og inden for underholdningsbranchen, især af cirkusartister. I handlen kan man få tøj med allerede påsyede pailletter. Pailletter anvendes også til indretningstekstiler.
Pailletter kan også anvendes til smykkefremstilling.
| Tøj | Spire Denne artikel om tøj, sko eller lignende er en spire som bør udbygges. Du er velkommen til at hjælpe Wikipedia ved at udvide den. |